# Анксиолитики
Анксиолитики (лат. anxietas — «страх» и греч. lyticos — «способный растворять», «ослабляющий») — медицинские препараты и другие средства, уменьшающие тревожность. Анксиолитические препараты используются для лечения тревожных расстройств и связанных с ними психологических и физических симптомов. Ранее данные препараты назывались транквилизаторами. 

## Классификация
Существует несколько групп противотревожных препаратов, которые применяются при лечении тревожных расстройств. (список неполный)
- Антидепрессанты — используются как при тревожных расстройствах, так и для лечения депрессии. Наиболее современными являются селективные ингибиторы обратного захвата серотонина (СИОЗС) и селективные ингибиторы обратного захвата норадреналина (СИОЗН), которые имеют меньше побочных эффектов, в отличие от классических антидепрессантов.
- Бензодиазепины — используются в основном для краткосрочного лечения, так как длительный прием может вызвать привыкание.
- Буспирон,
- Противоэпилептические препараты,
- Бета-адреноблокаторы.